# Pinky Malinky
Pinky Malinky é uma série animada americana criada por Chris Garbutt e Rikke Asbjoern para a Nickelodeon e a Netflix, baseada no curta animado com o mesmo nome produzido pela Cartoon Network Studios Europe, que foi ao ar em 2009. Isso marca a primeira colaboração entre a Nickelodeon e a Netflix e bem como o primeiro Nicktoon a ser produzido exclusivamente para a Netflix. A série conta as aventuras de Pinky Malinky (voz de Lucas Grabeel) internacionalmente, um estudante de 12 anos de uma escola que também é um Cachorro Quente antropomórfico, e seus esforços para subir a escada social com seus dois amigos humanos, Babs Byuteman (Diamond White no inglês) e JJ Jameson (Nathan Kress no inglês).
A série estreou em 1 de janeiro de 2019 e foi renovada para uma segunda temporada antes da estréia da série. O segundo semestre da segunda temporada estreou em 22 de abril de 2019. A terceira temporada estreou em 17 de julho de 2019.